# (3867) Shiretoko
(3867) Shiretoko es un asteroide perteneciente al cinturón de asteroides, descubierto el 16 de abril de 1988 por Masayuki Yanai y el astrónomo Kazuro Watanabe desde el Observatorio de Kitami, Hokkaidō, Japón.

## Designación y nombre
Designado provisionalmente como 1988 HG. Fue nombrado "Shiretoko" en homenaje a la península japonesa de Shiretoko al noreste de Hokkaido.